# The Skeleton Twins
The Skeleton Twins é um filme americano dirigido por Craig Johnson em 2014.